# 青羽美代子
青羽 美代子（あおば みよこ、1961年9月2日 - ）は、日本の女性声優。埼玉県出身。エイトプロモーション所属。

## 来歴・人物
劇団がらくた工房付属養成所二期生。
以前は青二プロダクションに所属していた。
声優としては、アニメの脇役を中心に活動。私生活では歌手井沢八郎と1993年結婚（井沢は再婚）、2007年の井沢の逝去まで連れ添った。

## 出演
太字はメインキャラクター。

### テレビアニメ
1985年
- ダーティペア（スチュワーデス）

1987年
- 愛の若草物語（アニー・モファッド〈2代目〉）
- 仮面の忍者 赤影（1987年 - 1988年、誠）
- ゲゲゲの鬼太郎（第3作）（アタマ）
- 新メイプルタウン物語 パームタウン編（男の子A）

1988年
- 新グリム名作劇場（婦人、子供）
- 闘将!!拉麵男（子供、フー）
- トランスフォーマー 超神マスターフォース（マドンナ）
- ハロー!レディリン（サラ）
- ビックリマン（おせん香さん、お救い観音、お救いクイーン、ペレ魔ナイト）

1989年
- かりあげクン（学校の先生）
- キテレツ大百科（1989年 - 1993年、瀬川、順子、内山かおる、美和子、和馬のママ、圭子、五十嵐夫人、房子 他）
- ドラゴンクエスト（1989年 - 1991年、チチ）
- 戦え!超ロボット生命体 トランスフォーマーV（クリッパー）
- ひみつのアッコちゃん（第2期）（シオリの弟）
- 魔動王グランゾート（アナウンサー）

1990年
- 魔法使いサリー（1989年版）（1990年 - 1991年、子供、カレン、トモ子の母）
- もーれつア太郎（第2作）（女学生B）

1991年
- 緊急発進セイバーキッズ（さおり）
- ゲッターロボ號
- ハイスクールミステリー学園七不思議（石沢まきえ）

1992年
- ツヨシしっかりしなさい（1992年 - 1993年、魚政のおかみ、スケバンA、かすみ）
- 美少女戦士セーラームーン（みかの母）

1993年
- 蒼き伝説シュート!（白石響子）
- GS美神（花子）
- ドラゴンボールZ（ピーザ）
- バトルスピリッツ 龍虎の拳（テレビキャスター）
- 美少女戦士セーラームーンR（愛美の母）

1995年
- アニメ世界の童話（ガチョウ、マウゼリンクス夫人）

### 劇場アニメ
- ビックリマン 無縁ゾーンの秘宝（1988年、かめ助）
- 風の名はアムネジア（1990年）
- 三国志 第一部・英雄たちの夜明け（1992年、娘）
- ドラゴンクエスト列伝 ロトの紋章（1996年、キラの子分）

### OVA
- 活劇少女探偵団（1986年）
- 左のオクロック!!（1989年、女店員A）
- 宇宙船製造法（1990年、ユカ[4]）
- 銀河英雄伝説（1991年）
- スローステップ（1991年、女）
- BE-BOP-HIGHSCHOOL（1992年、良子）
- 新・キューティーハニー（1994年、ポッキー）
- 鬼切丸（1995年、朱根の友人）

### ゲーム
- CAL II（1991年、ヴィーナス）
- CAL III完結編（1993年、ヴィーナス）
- エターナルメロディ（1996年、カレン・レカキス）

### ドラマCD
- BASTARD!! -暗黒の破壊神- 外伝（1991年）
- アリスソフト・スペシャル「ラブパニック」（1992年、アリス）

### 吹き替え
- 愛と哀しみの旅路（ジョイス・カワムラ〈ナオミ・ナカノ〉）※ソフト版

### 舞台
- 絵本昔話狐嫁入（1988年、ツルの声）[5]

### その他
- こどもにんぎょう劇場「どんぐりと山ねこ」（リス）

## 著書
- 素顔の井沢八郎とともに（文芸社）ISBN 4-286-05855-7（「工藤美代子」名義）